# Bisbalenc
El Bisbalenc és una especialitat dolça típica de la Bisbal d'Empordà. Tradicionalment, està fet de pasta de full, farcit de cabell d'àngel i cobert de pinyons.
El prepara i ven una de les pastisseries del poble, la Pastisseria Sans. Darrerament també se’n fan farcits de nata o crema.
Juntament amb el Rus de la Pastisseria Massot, el Càntir i el Mil·lenni de la Pastisseria Font, i les Galetes Graupera, formen part de la típica gastronomia bisbalenca.

## Història
L'any 1932, Modest Sans i Viñas, en la seva primera pastisseria de la Bisbal va crear una primera versió del Bisbalenc amb pasta de full, cabell d'àngel, sucre i pinyons. Poc després es va idear un model de massapà. Molt ràpidament va tenir acceptació entre la clientela local i comarcal, però quan de debò es va estendre la seva fama va ser ja al començament del turisme, cap als anys 50. El 28 de maig del 1966 la Pastisseria Sans va registrar el Bisbalenc.